# Selezioni giovanili della nazionale femminile di pallacanestro della Slovenia
Le selezioni giovanili della nazionale di pallacanestro femminile della Slovenia sono gestite dalla Federazione cestistica della Slovenia e partecipano ai tornei cestistici internazionali femminili per squadre nazionali, limitatamente a specifiche classi d'età.

## Under-20
Rappresenta le migliori giocatrici di nazionalità slovena di età non superiore ai 20 anni. Partecipa a tutte le manifestazioni internazionali giovanili di pallacanestro per nazioni gestite dalla FIBA.

### Partecipazioni
FIBA EuroBasket Under-20
- 2017 -  2º
- 2018 - 14º

## Under-19
Rappresenta le migliori giocatrici di nazionalità slovena di età non superiore ai 19 anni. Partecipa a tutte le manifestazioni internazionali giovanili di pallacanestro per nazioni gestite dalla FIBA.

### Partecipazioni
Mondiali Under-19
- 2011 - 14°

 Slovenia under 19 - Campionato mondiale femminile di pallacanestro Under-19 20114 Samec, 5 Gabrovšek, 6 Adamović, 7 Gortnar, 8 Gjerkeš, 9 Barič, 10 Jakovina, 11 Rupnik, 12 Abramovič, 13 Zupančič, 14 Macura, 15 Bošnjak,        All. -

## Under-18
Rappresenta le migliori giocatrici di nazionalità slovena di età non superiore ai 18 anni. Partecipa a tutte le manifestazioni internazionali giovanili di pallacanestro per nazioni gestite dalla FIBA.
Agli inizi la denominazione originaria era Nazionale Cadette, in quanto la FIBA classificava le fasce di età sotto i 18 anni con la denominazione "cadette". Dal 2000, la FIBA ha modificato il tutto, equiparando sotto la dicitura "under 18" sia denominazione che fasce di età. Da allora la selezione ha preso il nome attuale.
Fino al 1991, le atlete slovene partecipavano alle competizioni internazionali di categoria, nelle file della omonima nazionale jugoslava.

Il team si è formato nel 1992, dopo le guerre che hanno dissolto lo Stato jugoslavo.

### Partecipazioni
Division A
- 2002 - 10°
- 2010 - 4°
- 2011 - 11°
- 2012 - 12°
- 2013 - 12°

- 2014 - 10°
- 2015 - 5°
- 2016 - 10°
- 2017 - 7°
- 2018 - 16°

- 2023 -  1°

Division B
- 2007 - 7°
- 2008 -  3°
- 2009 -  2°
- 2019 - 11°
- 2022 -  1°

## Under-17
Rappresenta le migliori giocatrici di nazionalità slovena di età non superiore ai 17 anni. Partecipa a tutte le manifestazioni internazionali giovanili di pallacanestro per nazioni gestite dalla FIBA.

### Partecipazioni
Mondiali Under-17
- 2022 - 9°

## Under-16
Rappresenta le migliori giocatrici di nazionalità slovena di età non superiore ai 16 anni. Partecipa a tutte le manifestazioni internazionali giovanili di pallacanestro per nazioni gestite dalla FIBA.
Agli inizi la denominazione originaria era nazionale Allieve, in quanto la FIBA classificava le fasce di età sotto i 18 anni con la denominazione "allieve". Dal 2000, la FIBA ha modificato il tutto, equiparando sotto la dicitura "under 16" sia denominazione che fasce di età. Da allora la selezione ha preso il nome attuale.
Fino al 1991, le atlete slovene partecipavano alle competizioni internazionali di categoria, nelle file della omonima nazionale jugoslava.

Il team si è formato nel 1992, dopo le guerre che hanno dissolto lo Stato jugoslavo.

### Partecipazioni
Division A
- 1995 - 12°
- 2022 - 11°
- 2023 - 10°

Division B
- 2004 - 6°
- 2005 - 7°
- 2006 - 5°
- 2007 -  3°
- 2008 - 4°

- 2009 - 10°
- 2010 - 7°
- 2011 - 9°
- 2012 - 7°
- 2013 - 9°

- 2014 - 4°
- 2015 - 4°
- 2016 - 12°
- 2017 - 11°
- 2018 - 8°

- 2019 -  1°